# Brassic
Brassic est une série télévisée britannique de comédie dramatique diffusée sur Sky One depuis le 22 août 2019. La série suit la vie de Vinnie O'Neill (Joe Gilgun) et de ses amis dans la ville fictive de Hawley. La première saison se compose de six épisodes, qui se sont terminés le 19 septembre 2019, recevant des critiques positives. Les autres membres principaux de la distribution incluent Michelle Keegan, Damien Molony, Tom Hanson, Aaron Heffernan, Ryan Sampson, Parth Thakerar et Dominic West.
En France, la série est disponible en streaming et replay sur CANAL+.
En Belgique, les saisons 1 et 2 sont disponibles en streaming sur la plateforme Auvio de la RTBF du 10 novembre 2021 au 9 mai 2022 .

## Synopsis
Brassic suit la vie de Vinnie et de ses cinq amis dans la ville fictive de Hawley, au Nord de l'Angleterre. Le groupe de la classe ouvrière commet divers délits pour se faire de l'argent, l'occasion de situations cocasses, mais en vieillissant, certains d'entre eux commencent à se demander s'il y a plus à vivre loin de la ville. Le titre, raccourci de « Boracic lint », est du rhyming slang pour « skint ».
Au cours des différents épisodes, la bande réalise des coups particulièrement foireux où les différents membres du groupe font preuve d'audace, de naïveté, de bêtise, de tendresse et parfois d'illuminations. C'est cette mixture souvent surprenante et parfois  détonante qui donne son charme à la série.

## Distribution
Acteurs principaux
- Joe Gilgun (VFB : Bruno Mullenaerts) : Vincent "Vinnie" O'Neil
- Michelle Keegan (VFB : Mélissa Windal) : Erin Croft
- Damien Molony (VFB : Marc Weiss) : Dylan
- Tom Hanson (VFB : Grégory Praet) : Cardi
- Aaron Heffernan : Ash
- Ryan Sampson (VFB : Didier Colfs)  :  Tommo
- Parth Thakerar (VFB : Olivier Bony) :  JJ

Acteurs récurrents
- Steve Evets  : Jim
- Dominic West (VFB : Philippe Résimont) : Dr Chris Cox
- Ruth Sheen  : Kath
- Bronagh Gallagher  : Carol
- Jude Riordan  : Tyler Croft
- Ramon Tikaram  : Terence McCann
- Tim Dantay  : papa de Vinnie
- Anthony Welsh  : Jake
- Joanna Higson  : Sugar
- John Weaver : Carl Slater en  Policier
- Claude Scott-Mitchell  : Sara
- Oliver Wellington : Aaron
- Camille Cottin : Fiona Frank

Version française
- Studio : Nice Fellow (Belgique)
- Directeur Artistique : Daniel Nicodème (S1 et S2)
- Adaptation des dialogues : Matthias Delobel (S1) et Thibault Longuet (S1-4)

Source: carton de doublage (sur RTBF Auvio).

## Production
Joe Gilgun et Danny Brocklehurst ont conçu une nouvelle série télévisée de comédie pour Sky One , intitulée Brassic, dans laquelle Gilgun interpréterait le rôle principal tandis que Brocklehurst écrirait les histoires et les scripts des épisodes. La série commença à être diffusée au Royaume-Uni le 22 août 2019, avec la première saison composée de six épisodes, diffusée sur une base hebdomadaire.  Avant la diffusion du premier épisode, le programme était automatiquement remis en service pour une deuxième saison, les producteurs étant optimistes qu'il serait revu de manière critique de manière positive.  Ils étaient corrects, avec beaucoup de critiques louant la série pour son ton comique et dramatique ; le dernier épisode de cette première saison est diffusé le 19 septembre.

## Épisodes

### Première saison (2019)
Les épisodes sont diffusés du 22 août au 19 septembre 2019.
101 - Le poney shitland
102 - Braquage à bras cassés
103 - Plans foireux
104 - Une histoire de carpes
105 - La plantation
106 - Le godemichet

### Deuxième saison (2020)
Les épisodes sont diffusés du 7 mai au 11 juin 2020.
201 - Le lion
202 - L'excursion
203 - Les voleurs de trésor
204 - Rêves et cauchemars
205 - Herbe et porcidés
206 - Vives les mariés !

### Troisième saison (2021)
Les épisodes sont diffusés depuis le 6 octobre 2021.
301 - Sunny Boy Superstar
302 - Adieu mémé !
303 - La rançon
304 - Tel est volé qui croyait voler
305 - Le père mystère
306 - Le problème Keithy
307 - Les abeilles
308 - La cabane

### Quatrième saison
La diffusion des épisodes est annoncée pour automne 2022.
401 - Getting there
402 - Day at the dogs
403 - Lost in the woods
404 - Exotic Zoo
405 - Amy
406 - Saint Erin
407 - An unexpected guest
408 - Finale

### Cinquième saison
501 - Eddie
502 - Recherche Brady désespérément
503 - Hans
504 - Seize printemps
505 - The Rat Catcher
506 - Caravan of Courage
507 - Albert
508 - The Manolito Problem
509 - A Very Brassic Christmas

### Sixième saison
601 - Stolen FA Cup
602 - That Night
603 - Blast from the Past
604 - Naked Cult
605 - Heartbreak
606 - The Mark
607 - Two Funerals and a Wedding

## Réception
Lucy Mangan de The Guardian, en passant en revue la série, lui a donné quatre étoiles sur cinq, en disant : « C'est un mélange hilarant, chaleureux et brutal qui fonctionne parce qu'il a le cœur sans sentimentalité et l'authenticité sans tension »